# Besalú
Besalú és una vila i municipi de la comarca de la Garrotxa, a les comarques gironines. Està situada a 150 metres d'altitud i té una extensió de 4,81 km². Com el seu origen indica, Bisuldunum era una fortalesa entre dos rius: el Fluvià al sud i el Capellades al nord. La vila de Besalú, nascuda entorn del turó ocupat pel castell comtal i l'església de Santa Maria de Besalú, s'estén cap al sud-oest de la confluència de la riera de Capellades amb el riu Fluvià. Gaudeix d'una bona comunicació en trobar-se en la cruïlla entre tres comarques.

## Origen del nom
En la documentació antiga apareix la forma Bisuldunum (segle x), nom que també es troba a la Gàl·lia, especialment a Occitània. L'antic Bosoldó (Desclot, 153) amb variant Besaldon (documentat el 1284, apèndix al volum V de la Crònica de Desclot). També apareix com a Boldú que retrobem en un altre municipi Boldú.

## Geografia
- Llista de topònims de Besalú (Orografia: muntanyes, serres, collades, indrets…; hidrografia: rius, fonts...; edificis: cases, masies, esglésies, etc.).

## Descripció
El nucli antic de Besalú és una obra declarada bé cultural d'interès nacional. El 1979 fou declarat "conjunt nacional" pel seu gran valor arquitectònic. Dels murs i fortificacions del Besalú medieval queden restes esparses, sovint a l'interior d'edificis posteriors. Sabem que uns primers murs protegien el castell comtal i les seves dependències. N'és una mostra el portal de la Força al carrer del comte Tallaferro. Al segle xii, un nou recinte rodejava el call jueu, l'església de Sant Vicenç i Vilarrobau, deixant a l'exterior el monestir de Sant Pere, que finalment quedà inclòs dins del darrer recinte fortificat del segle xiv.
A més de l'antiga parròquia de Sant Vicenç de Besalú, l'església de Santa Maria de Besalú, el monestir de Sant Pere de Besalú i del pont de Besalú sobre el Fluvià, cal destacar la façana d'origen romànic de l'església de Sant Julià de Besalú de l'antic hospital, la casa Llaudes o Cornellà al Prat de Sant Pere, amb reformes posteriors (al mateix edifici consten les dates 1641 i 1783), i la casa dels porxos del carrer de Tallaferro. Sembla que també d'època romànica és el "Miqwe" o banys rituals jueus, situat arran del riu, al si de l'antic call jueu. D'època gòtica ens ha arribat l'edifici de la plaça de la Llibertat o Major atribuït a la Cúria Reial, i Can Cambó al carrer Major, recentment restaurada per la Direcció General de l'Habitatge de la Generalitat de Catalunya i destinada a equipaments socials i culturals.
També a la plaça Major, porxada, urbanitzada els segles XVI-XVII, cal destacar l'edifici de l'Ajuntament, del segle xvii, restaurat. Recentment, el Servei de Patrimoni de la Generalitat de Catalunya ha redactat un pla especial de protecció i desenvolupament del centre històric de Besalú, que encara no ha estat aprovat.

## Història
L'origen de la ciutat va ser el castell de Besalú que ja es troba documentat en el segle x, construït damunt d'un turó on hi ha les restes de l'església de Santa Maria, en l'alta edat mitjana. El traçat actual de la vila no respon fidelment al seu estat original, però sí que possibilita a grans trets la lectura de la urbanització de l'edat mitjana amb l'existència d'importants edificis: el pont, els banys jueus, l'església del Monestir de Sant Pere de Besalú i Sant Julià, antic hospital de pelegrins, la casa Cornellà, l'església de Sant Vicenç i la Sala gòtica del Palau de la Cúria reial. Besalú deixa veure una estructura arquitectònica i urbanística bastant coherents amb el passat medieval. La importància monumental de Besalú ve donada fonamentalment pel seu gran valor de conjunt, per la seva unitat, que la determina com una de les mostres més rellevants i singulars dels conjunts medievals de Catalunya.

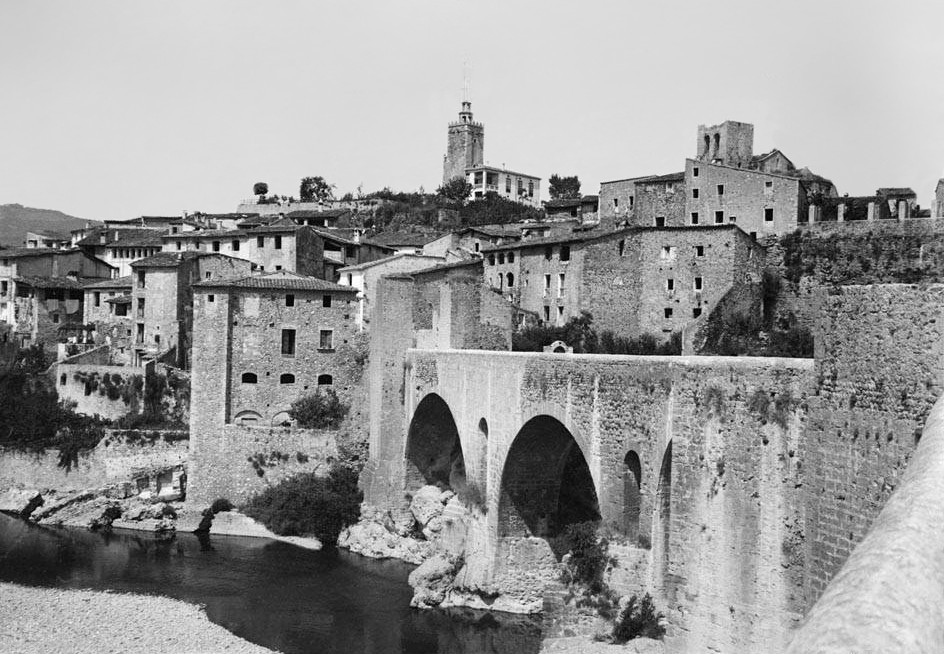
Besalú des del pont romànic el 1898

El "pagus Bisuldunensis", que primer formà part del comtat de Girona des que aquesta ciutat fou ocupada pels francs el 785, esdevingué comtat independent el segle x, categoria que perdurà fins a l'any 1111, en què el comtat de Besalú s'incorporà al de Barcelona. Besalú va començar a adquirir importància com a capital de comtat independent després de la mort de Guifré el Pilós (897), condició que va perdre en morir Bernat III –gendre de Ramon Berenguer III– sense fills; com a conseqüència, el comtat de Besalú passà a la casa de Barcelona. El segle X són documentats a Besalú la parròquia de Sant Vicenç, la canònica de Sant Miquel (que el segle xi es titulà de Santa Maria), el monestir benedictí de Sant Pere i el castell de Besalú, l'origen dels quals, però, podria ser més remot. Del 1017 al 1020 existí un efímer bisbat de Besalú, sorgit gràcies a l'empenta del comte Bernat Tallaferro, a la mort del qual, tanmateix, desaparegué.
Durant la Croada contra la Corona d'Aragó, veient-se forçat a retirar-se de l'Empordà, i desconfiant del Coll de Panissars Felip III de França va intentar prendre la ruta de Besalú, enviant una avançada de 2.000 cavallers i 400 servents per prendre la ciutat on creien que es trobava Pere el Gran. Després d'un primer assalt croat, Asbert de Mediona, el governador de la ciutat feu obrir la porta Aquaria per a fer entrar seixanta cavallers que foren capturats. Tot seguit sortí al capdavant de la guarnició que va derrotar els assetjants i els obligà a retirar-se.
Durant la Guerra dels armanyaguesos, el 1390, fou atacada per les companyies mercenàries de Joan III d'Armanyac i defensada per Bernat IV de Cabrera. La vitalitat de Besalú des de l'alta edat mitjana fins a l'Època Moderna ha determinat un teixit urbà complex, format per un seguit d'edificacions tradicionals i cultes que responen a processos històrics de construcció, enderrocaments, ampliacions i substitucions, de manera que ben sovint és difícil datar els edificis i determinar-ne l'època i la tipologia.

## Demografia
| 1497 f | 1515 f | 1553 f | 1717 | 1787  | 1857  | 1877  | 1887  | 1900  | 1910  |
| ------ | ------ | ------ | ---- | ----- | ----- | ----- | ----- | ----- | ----- |
| -      | -      | -      | 506  | 1.308 | 1.391 | 1.354 | 1.451 | 1.258 | 1.260 |

| 1920  | 1930  | 1940  | 1950  | 1960  | 1970  | 1981  | 1990 | 1992 | 1994 |
| ----- | ----- | ----- | ----- | ----- | ----- | ----- | ---- | ---- | ---- |
| 1.368 | 1.207 | 1.245 | 1.183 | 1.272 | 1.806 | 2.087 | -    | -    | -    |

| 1996 | 1998  | 2000  | 2002  | 2004  | 2006  | 2008  | 2010  | 2012  | 2014  |
| ---- | ----- | ----- | ----- | ----- | ----- | ----- | ----- | ----- | ----- |
| -    | 1.991 | 1.996 | 2.073 | 2.165 | 2.257 | 2.290 | 2.360 | 2.427 | 2.400 |

| 2016  | 2018  | 2020  | 2022  | 2024  | 2026 | 2028 | 2030 | 2032 | 2034 |
| ----- | ----- | ----- | ----- | ----- | ---- | ---- | ---- | ---- | ---- |
| 2.438 | 2.467 | 2.487 | 2.480 | 2.583 | -    | -    | -    | -    | -    |

## Educació
Llar d'infants (0-3 anys)
- Llar d'Infants El Petit Compte

Llar d'infants (3-6 anys)
- Institut Escola Salvador Vilarrasa

Primària
- Institut Escola Salvador Vilarrasa

ESO
- Institut Escola Salvador Vilarrasa

## Llocs d'interès
- Museu de Miniatures i Microminiatures de Besalú[5]
- Sinagoga de Besalú

## Fires i festes
A Besalú se celebren diverses fires i mercats artesans durant l'any. Els més destacats i importants són el "Besalú Medieval" (primer cap de setmana de setembre), la "Fira de la Ratafia" (primer cap de setmana de desembre), el "Besalú ciutat jueva" (a començ de març), "Herbesalú" (fi de juny), "Liberisliber" (a principi d'octubre, fins a 2021) i la "Fira del Ferro" per Setmana Santa.

## Política

### Eleccions al Parlament de Catalunya del 2012
| Candidatura | Candidatura   | Cap de llista           | Vots  | Regidors | % vots |
| ----------- | ------------- | ----------------------- | ----- | -------- | ------ |
|             | CiU           | Artur Mas               | 826   |          | 57,88  |
|             | ERC           | Oriol Junqueras         | 280   |          | 19,62  |
|             | PSC           | Pere Navarro i Morera   | 87    |          | 6,09   |
|             | ICV-EUiA      | Joan Herrera            | 61    |          | 4,27   |
|             | CUP           | David Fernández i Ramos | 52    |          | 3,64   |
|             | PPC           | Alicia Sánchez-Camacho  | 42    |          | 2,94   |
|             | SI            | Alfons López Tena       | 24    |          | 1,68   |
|             | C's           | Albert Rivera           | 18    |          | 1,26   |
|             | Vots en blanc |                         | 20    |          | 1,39   |
|             | Altres        |                         | 17    |          | 1,17   |
| Total       | Total         | 1.444                   | 1.444 |          | 80,31  |

## Administració
| Període      | Nom de l'alcalde/-essa         | Partit polític                                 | Data de possessió |
| ------------ | ------------------------------ | ---------------------------------------------- | ----------------- |
| 1979 - 1983  | Ricard Font Puigverd           | Independents per la Democràcia i el Socialisme | 19/04/1979        |
| 1983 - 1987  | Maria Roser Corominas Canadell | PSC                                            | 28/05/1983        |
| 1987 - 1991  | Sebastià Pelachs Farcy         | Independents per Besalú                        | 30/06/1987        |
| 1991 - 1995  | Joan Pelachs Rojals            | Unió Independent per Besalú                    | 15/06/1991        |
| 1995 - 1999  | Lluís Guinó i Subirós          | CiU                                            | 17/06/1995        |
| 1999 - 2003  | Lluís Guinó i Subirós          | CiU                                            | 03/07/1999        |
| 2003 - 2007  | Lluís Guinó i Subirós          | CiU                                            | 14/06/2003        |
| 2007 - 2011  | Lluís Guinó i Subirós          | CiU                                            | 16/06/2007        |
| 2011 - 2015  | Lluís Guinó i Subirós          | CiU                                            | 11/06/2011        |
| 2015 - 2019  | Lluís Guinó i Subirós          | CiU                                            | 13/06/2015        |
| 2019 - 2023  | Lluís Guinó i Subirós          | JXC                                            | 15/06/2019        |
| Des del 2023 | Lluís Guinó i Subirós          | JXC                                            | 17/06/2023        |

## Fills il·lustres de Besalú
- Ramon Vidal de Besalú (1196?-1252?): joglar i trobador. Escriu el primer tractat de poètica que es coneix en llengua romànica Razos de trobar.
- Joan Sala i Papell (1839-1895): metge i delegat a l'Assemblea de Manresa (1892).
- Martí Gironell i Gamero (1971): periodista i escriptor de llibres com El Pont dels Jueus o L'arqueòlegL'arqueòleg.
- Pere Gratacòs i Boix (1958): exfutbolista i exentrenador de futbol català.

Hi va morir i hi és enterrat l'avi Siset (Narcís Llansa i Tubau (Tortellà, 1887 - 1983), qui inspirà la cançó L'estaca, de Lluís Llach. Havia estat regidor per ERC a l'Ajuntament de Besalú durant la República, per la qual cosa patí repressions en la postguerra.